# Nomentum

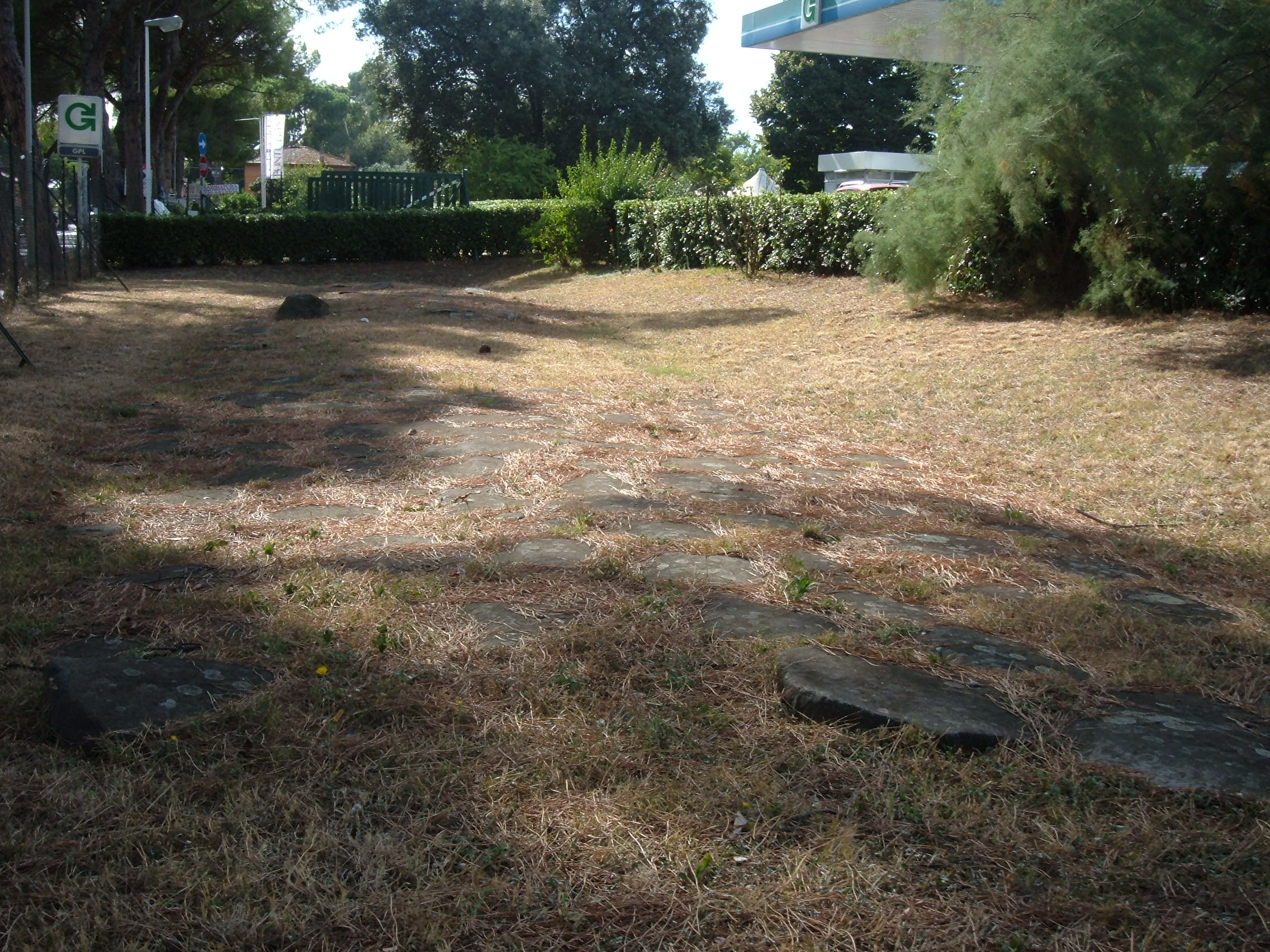
Les restes pavimentades de l'antiga Via Nomentana, assignada per connectar Roma amb Nomentum

Nomentum (grec antic: Νώμεντον) va ser una ciutat del Laci fronterera amb els sabins situada a l'est de Crustumerium, a unes quatre milles romanes del Tíber i a catorze de Roma, vora la via Nomentana.
Des de temps antics va ser inclosa al territori dels sabins, però sens dubte eren llatins els seus habitants. Segons Virgili era una de les colònies d'Alba Longa, i Dionís d'Halicarnàs hi coincideix, afegint que es va fundar al mateix temps que Crustumerium i Fidenes. Titus Livi diu que era una ciutat dels primers llatins que va ser conquerida per Tarquini Prisc. Dionís d'Halicarnàs inclou la ciutat entre les trenta que formaven part de la Lliga llatina formada contra Roma l'any 493 aC. L'any 435 aC, sota les seves muralles hi va haver una batalla entre el dictador Quint Servili Prisc Fidenat i els habitants de Veïs i els seus aliats etruscs, quan els romans anaven a atacar Fidenes. Servili Prisc va aconseguir una gran victòria en aquest lloc, però Titus Livi, que descriu la batalla, no parla de cap intervenció dels habitants de la ciutat. Més tard van participar en la Guerra llatina l'any 339 aC, i quan es va establir la pau el 337 aC van passara ser ciutadans romans de ple dret.
Després no va tenir rellevància en cap fet històric, però sembla que era una ciutat pròspera, que produïa un vi de molt bona qualitat, segons Plini el Vell. Sèneca hi tenia una vil·la, i també el poeta Marcial, que es reunia allà amb els seus amics Quint Ovidi i Corneli Nepot.
La ciutat es menciona a la Taula de Peutinger. Se sap que al segle iii era la seu d'un bisbe i encara ho era al segle x. Actualment és la ciutat de Mentana, on s'han localitzat restes de l'antiga ciutat.